# 불꽃 (장혜진의 노래)
〈불꽃〉은 대한민국의 가수 장혜진의 노래이다. 2006년 6월 26일 로엔 엔터테인먼트를 통해 발매되었다. 최갑원, Gary가 작사를 맡고 PJ, 김도훈이 작곡과 편곡을 맡았다. 리쌍의 멤버 개리가 피처링으로 참여했다. 2015년 12월 17일 초아가 리메이크해 발매했다.